# 김상민 (야구 선수)
김상민(2003년 12월 6일~)은 KBO 리그 삼성 라이온즈의 외야수이다.

## 삼성 라이온즈시절
2022년에 입단하였다. 2023년 5월 4일 키움 히어로즈와의 경기에 출전하며 데뷔 첫 경기를 치렀고, 경기에서 1타수 무안타, 1볼넷, 1득점을 기록했다. 2023년 5월 12일 LG 트윈스와의 경기에서 데뷔 첫 안타를 기록했다.